# فيلق حراسة صوماليلاندي
فيلق حراسة صوماليلاندي (بالصومالية: Ciidanka Asluubta Somaliland)‏ هو قسم من القوات المسلحة الصوماليلاندية المسؤول عن صيانة وحراسة السجون.

## تاريخ
أنشئ فيلق الحراسة في أرض الصومال في 1 نوفمبر 1949، وكان يُعرف باسم خدمة سجون أرض الصومال.

## معرض الصور

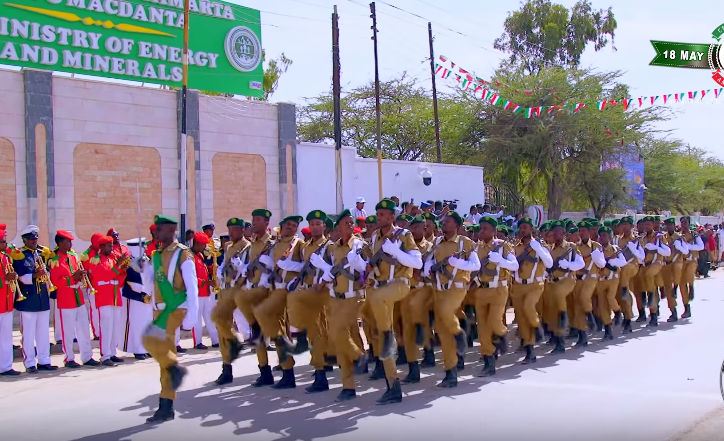
فيلق الحراسة في أرض الصومال في موكب يوم الاستقلال.
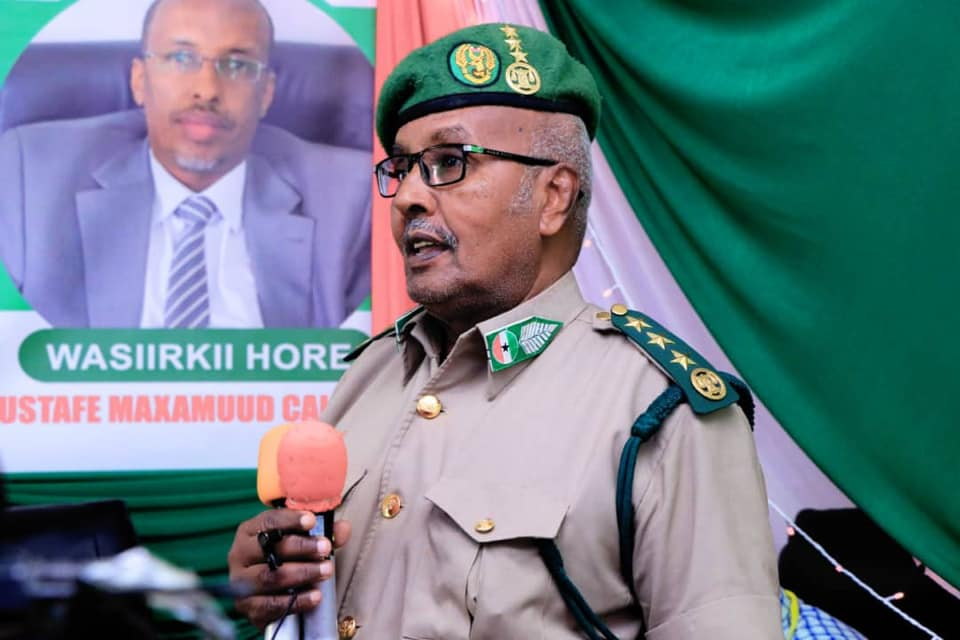
رئيس هيئة الحراسة العميد أحمد عوالي يوسف (ليباكس).